# Witbuikkoekoek
De witbuikkoekoek (Coccyzus euleri) is een vogel uit de familie van de koekoeken. De vogel is genoemd naar de Zwitserse ornitholoog Carl Euler.

## Verspreiding en leefgebied
Deze soort komt voor van Colombia, Venezuela en de Guyana's tot oostelijk Paraguay en noordoostelijk Argentinië. 